# Kyungyi
Kyungyi är en ö i Myanmar.   Den ligger i regionen Monstaten, i den södra delen av landet, 500 km söder om huvudstaden Naypyidaw. Arean är 3,0 kvadratkilometer.
Terrängen på Kyungyi är lite kuperad. Den sträcker sig 4,6 kilometer i nord-sydlig riktning, och 1,7 kilometer i öst-västlig riktning.